# Pachylia syces
Pachylia syces är en fjärilsart som beskrevs av Jacob Hübner 1822. Pachylia syces ingår i släktet Pachylia och familjen svärmare. Inga underarter finns listade i Catalogue of Life.

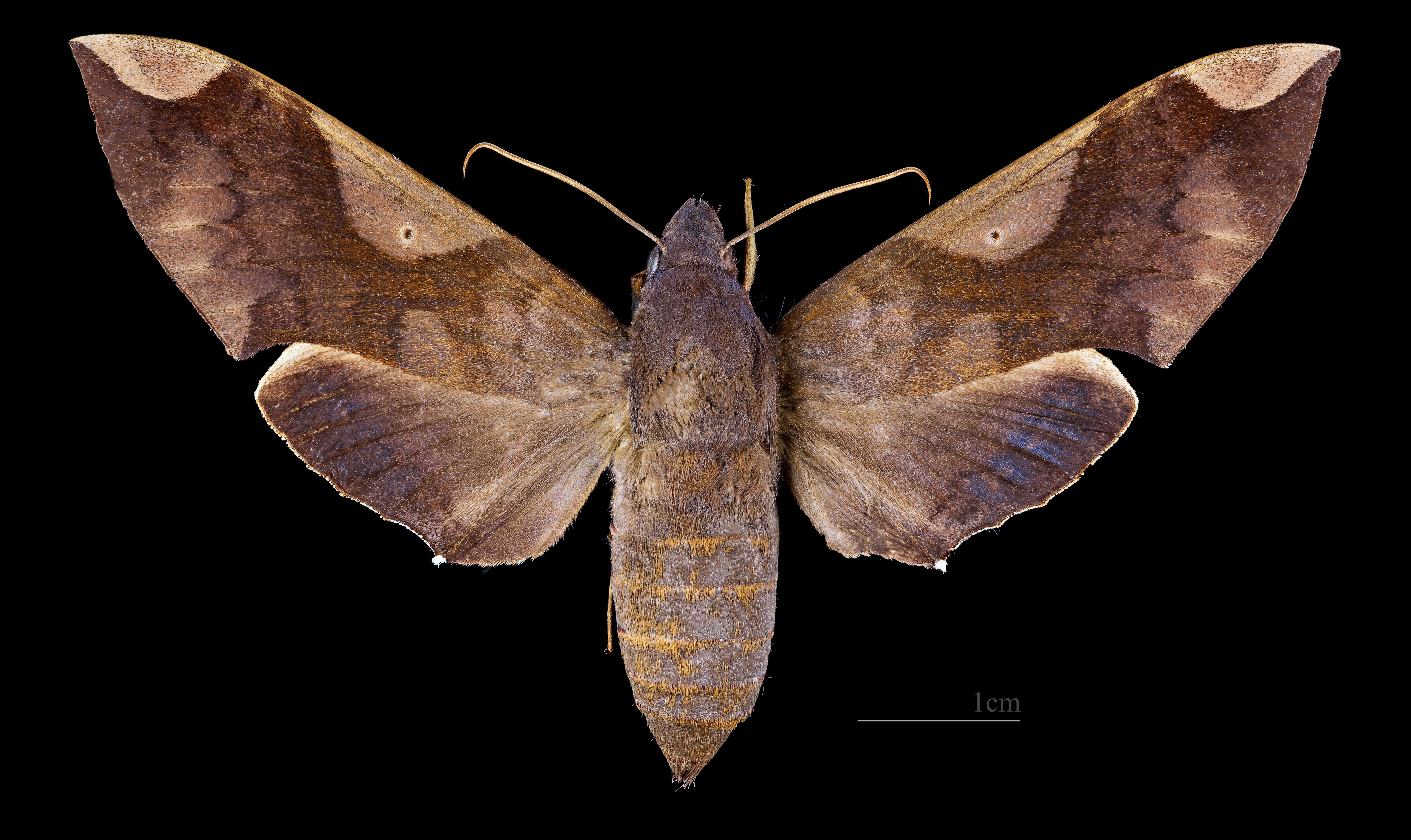
Pachylia syces  ♀
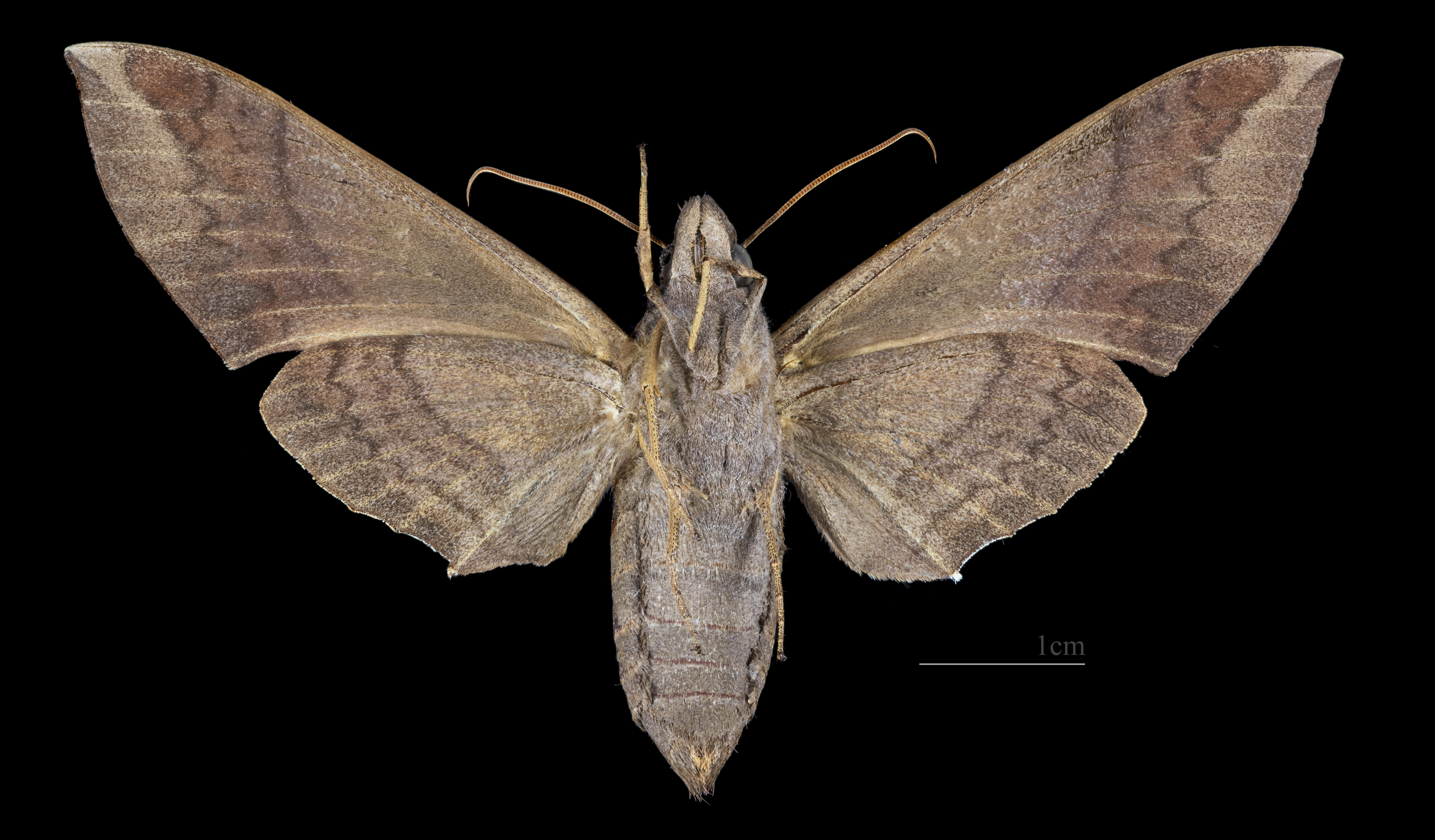
Pachylia syces  ♀ △